# Take Two (Fernsehserie)
Take Two ist eine US-amerikanisch-deutsch-französische Fernsehserie des Senders ABC. Die Serie ist eine Koproduktion mit dem deutschen Sender VOX und dem französischen Sender France 2. Sie wurde zuerst bei VOX gezeigt. Zuvor war die Serie online bei TVNOW abrufbar.
Im November 2018 setzte ABC die Serie nach einer Staffel ab.

## Inhalt
Die Serie konzentriert sich auf Sam Swift, frisch aus der Entziehungskur und ehemaliger Star einer erfolgreichen Krimiserie, und Eddie, ein Privatdetektiv. Sie arbeiten zusammen, um Verbrechen zu lösen, wobei Sam diese Aufgabe übernimmt, um sich auf ein mögliches Comeback vorzubereiten.

## Besetzung
Die Synchronisation der Serie wurde bei der Film- & Fernseh-Synchron unter Dialogregie von Dietmar Wunder erstellt.
| Rolle                       | Schauspieler     | Hauptrolle | Synchronsprecher |
| --------------------------- | ---------------- | ---------- | ---------------- |
| Sam Swift                   | Rachel Bilson    | 1.01–1.13  | Bianca Krahl     |
| Eddie Valetik               | Eddie Cibrian    | 1.01–1.13  | Nicolas Böll     |
| Roberto „Berto“ Vasquez     | Xavier de Guzman | 1.01–1.13  | Jannik Endemann  |
| Detective Christine Rollins | Aliyah O’Brien   | 1.01–1.13  | Vera Teltz       |
| Monica                      | Alice Lee        | 1.01–1.13  | Jodie Blank      |

| Rolle        | Schauspieler     | Nebenrolle             | Synchronsprecher    |
| ------------ | ---------------- | ---------------------- | ------------------- |
| Mick English | Jordan Gavaris   | 1.01, 1.02, 1.07, 1.09 | Konrad Bösherz      |
| Syd          | Heather Doerksen | 1.01, 1.03             | Claudia Gáldy       |
| Zeus         | Lamont Thompson  | 1.02, 1.03, 1.07       | Charles Rettinghaus |